# 岩尾敬太
岩尾 敬太（いわお けいた、1990年8月18日 - ）は、埼玉県出身の日本の柔道選手。階級は100 kg超級。身長182 cm。体重125 kg。組み手は左組み。得意技は払腰。京葉ガスに所属していたが、現在は山口県萩市にある至誠館大学の講師及び、柔道部のコーチをしている。

## 経歴
柔道は10歳の時に関道場で始めた。
修徳中学から修徳高校へ進むと、1年の全国高校選手権団体戦では3位となった。2年のインターハイ団体戦では2位、全国高校選手権では3位だった。3年の時には金鷲旗で3位になると、インターハイの個人戦100kg級で決勝まで進むが、東海大相模高校の高木海帆に有効で敗れた。
国士舘大学に進むと100kg超級に階級を上げて、1年の時から団体戦のレギュラーになった。しかしながら、優勝大会では1年から3年連続で東海大学に決勝で敗れて2位にとどまり続けた。3年の学生体重別100kg超級では大学の1年先輩である百瀬優に有効で敗れるも3位となった。4年の時には講道館杯で3位に入った。
2013年には京葉ガス所属になると、講道館杯で前年に続いて3位になった。2014年の講道館杯では大学の3年先輩である旭化成の西潟健太と対戦して、先に指導3を取られるものの、終了間際に有効で逆転勝ちして初優勝を飾った。続くグランドスラム・東京では2回戦でブラジルのラファエル・シルバを破るも、その後の準々決勝でジョージアのレヴァニ・マチアシビリに破れたが、敗者復活戦で九州電力の七戸龍を有効で破って3位となった。

## 戦績
- 2007年 -　全国高校選手権　3位
- 2007年 -　インターハイ　団体戦　2位
- 2008年 -　全国高校選手権　3位
- 2008年 -　金鷲旗　3位
- 2008年 -　インターハイ　2位(100kg級)
- 2009年 -　優勝大会　2位
- 2010年 -　優勝大会　2位
- 2010年 -　体重別団体　3位
- 2010年 -　学生体重別　5位
- 2011年 -　優勝大会　2位
- 2011年 -　学生体重別　3位
- 2012年 -　優勝大会　3位
- 2012年 -　講道館杯　3位
- 2012年 -　モナコ国際　2位
- 2013年 -　講道館杯　3位
- 2014年 -　講道館杯　優勝
- 2014年 -　グランドスラム・東京 3位
- 2015年 - ヨーロッパオープン・ローマ　3位
- 2015年 -　東アジア選手権 個人戦　優勝　団体戦　優勝
- 2015年 -　講道館杯　5位
- 2021年 - 実業個人選手権　3位
- 2022年 - 実業個人選手権　3位
- 2023年 -　ワールドコンバットゲームズ 団体戦 3位

(出典、JudoInside.com)